# 大克尔
大克尔（法語：Kœur-la-Grande，法語發音：[kœʁ la ɡʁɑ̃d]）是法国默兹省的一个市镇，位于该省中南部，与小克尔相邻，属于科梅尔西区。

## 地理
大克尔（48°51'29"N, 5°28'57"E）面积12.32 平方千米，位于法国大東部大區默兹省，该省份为法国西北部内陆省份，北与比利时接壤，西接马恩省和阿登省，南至上马恩省和孚日省，东临默尔特-摩泽尔省。
与大克尔接壤的市镇（或旧市镇、城区）包括：比莱、绍翁库尔、弗雷讷欧蒙、小克尔、吕德旺圣米耶勒。

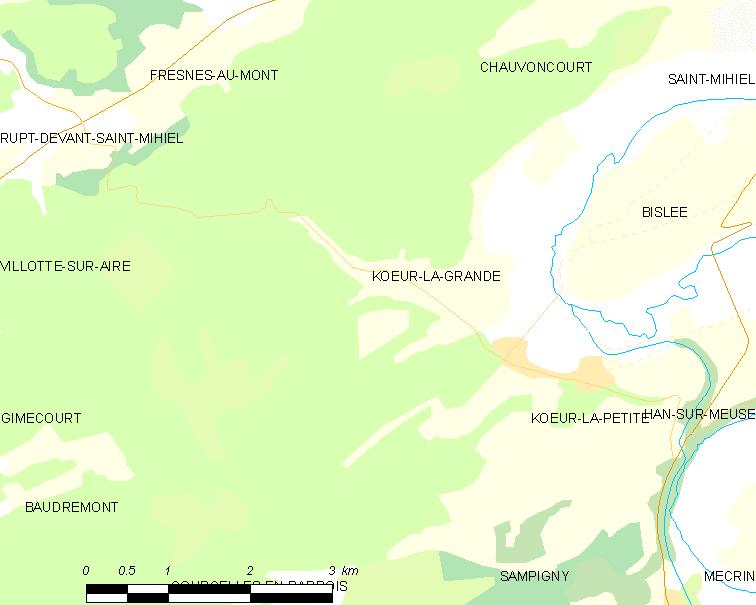
大克尔的OSM定位图

大克尔的时区为UTC+01:00、UTC+02:00（夏令时）。

## 行政
大克尔的邮政编码为55300，INSEE市镇编码为55263。

## 政治
大克尔所属的省级选区为默兹河畔迪约县。

## 人口

1962-2008年间大克尔人口变化图示

大克尔于2022年1月1日时的人口数量为164人。